# Hanunó'o (skrift)
Hanunó'o är ett av de inhemska skriftsystemen på Filippinerna och används av mangyan-folken på södra Mindoro för att skriva språket hanunó'o. Den härstammar från kawi-skriften som använts på Java, Bali och Sumatra och som i sin tur härstammar från pallava-skriften, en sydindisk brahmi-skrift.
Den skrivs vanligtvis genom att tecknen ristas in på bambu med kniv. De flesta kända inskriptioner på hanuó'o är förhållandevis sentida. Det är därför svårt att spåra skriftens historia.

## Beskrivning
Hanunó'o är en abugida vilket innebär att varje bokstav representerar en konsonant med en medföljande vokal a. För att uttrycka andra vokaler används ett diakritiskt tecken kallat kulit som skrivs ovanför (för e och i) eller under bokstaven (för o och u). För fristående vokaler används separata bokstäver. Finala konsonanter skrivs inte ut, läsaren får själv fylla i dessa utifrån kontexten.
Skriften är känd för att den vanligtvis skrivs nerifrån och upp i kolumner från vänster till höger. I kolumnerna kan tecknen vändas på valfritt håll så länge de alla skrivs på samma håll. Vänsterhänta skriver ofta spegelvänt vilket vänder både på skrivriktningen (höger till vänster) och på de individuella tecknen.

## Läs- och skrivkunnighet
Unga hanunó'o-män och -kvinnor (kallade layqaw) lär sig skriften i första hand som ett hjälpmedel för att komma ihåg kärlekssånger. Målet är att lära sig så många sånger som möjligt och att använda skriften för att skriva ner dem underlättar inlärandet. Skriften används också för att skriva brev, anteckningar och andra dokument. Tecknen memoreras inte i någon särskild bokstavsordning; den som lär sig skriften börjar vanligtvis med att lära sig skriva sitt namn. Läskunnigheten är hög trots brist på formell undervisning i skriften.

## Datoranvändning
Hanunó'o ingår i Unicode-standarden för teckenkodning och har tilldelats kodpunkterna U+1720–U+173F.